# Pedro López de Padilla IV
Pedro López de Padilla IV (c. 1440-1507) fue un noble castellano que fue adelantado mayor de Castilla y señor de la villas de Calatañazor, Santa Gadea, Sotopalacios y Villaveta.

## Biografía
Era hijo de Juan de Padilla, señor de Calatañazor y adelantado mayor de Castilla, y de Mencía Manrique, señora de Santa Gadea e hija de Gómez Manrique, adelantado mayor de Castilla. Apoyó al bando de los nobles rebeldes alineados tras el infante Alfonso de Castilla y, según el cronista Alfonso de Palencia, acudió a ellos con algunas lanzas después de la batalla de Olmedo de 1467. En agosto de 1468, fenecida la rebelión con la muerte del infante, Pedro López acompañó al monarca Enrique IV en la junta de Castronuevo y en el pacto de los Toros de Guisando. Tres años después aparece aportando tropas para la batalla de Munguía (1471) a su pariente Pedro Manrique de Lara y Sandoval, conde de Treviño, quien estaba enfrentado con el conde de Haro por la gobernación de Vizcaya y Guipúzcoa. En el requerimiento realizado por el de Treviño se lee: «Pedro López de Padilla Cavallero muy noble, pariente suyo, que en algunos peligros compañeros avian sido; aunque algunos sospechavan que ayudaría a la parte contraria, como fuesse yerno muy amado del Maestre de Santiago». Al año siguiente, la villa de Santa Gadea, señorío del adelantado, fue ocupada por Diego Sarmiento, conde de Salinas.
De parte de su padre, heredó el señorío soriano de Calatañazor y el oficio de adelantado mayor de Castilla. Su madre Mencía Manrique le donó en febrero de 1470 la villa de Villaveta para que pudiera obligarla a las arras y dote de su esposa Isabel Pacheco. Mencía murió poco después y él pudo heredar las villas de Santa Gadea y Sotopalacios, en la comarca burgalesa, así como un juro de 12 000 maravedís de renta que Enrique IV le confirmó en marzo de 1473. En septiembre de 1471 también había recibido del rey la donación del lugar de Vinuesa y trescientos vasallos en tierra de Soria, pero el concejo de Soria organizó una resistencia armada para impedir la ocupación de su aldea. Igual de infructuosos resultaron los intentos de apoderarse de la villa de Hinojosa de la Sierra, limítrofe con la tierra de Soria y anteriormente perteneciente a su jurisdicción, que el adelantado había comprado a su propietario en la década de 1470. Finalmente, en 1493, el adelantado Padilla compró a Diego de Mendoza, señor de Bozo, el lugar de Portilla.
Pedro colaboró para que se produjera el matrimonio de los Reyes Católicos y luchó a su favor durante la guerra de sucesión castellana, aportando 300 lanzas en la batalla de Toro (1475). Con posterioridad aparece como confirmante en varios privilegios reales, como el dado en Sevilla el 20 de diciembre de 1484: «El Adelantado Pedro López de Padilla vassallo del Rey é de la Reyna lo confirma». Además, participó en la guerra de conquista del sultanato nazarí de Granada interviniendo en la incorporación de Vera (1488) y como capitán al frente de 200 lanzas en la campaña del año siguiente.
En enero de 1501 los reyes le concedieron autorización para que pudiera incluir en su mayorazgo las villas y fortalezas de Santa Gadea, Sotopalacios y Villaveta, que de esa forma se unían al señorío de Calatañazor. Ese mismo año Pedro acordó el matrimonio de su primogénito Antonio de Padilla con Inés Enríquez, hija del conde de Buendía, quien en 1503 le hizo un requerimiento para que pagara la asignación anual que le había prometido a su hijo Antonio. Murió hacia los últimos días de 1506 o en 1507.

## Matrimonio y descendencia
Pedro López de Padilla IV casó con Isabel Pacheco, a la que por acuerdo de 1464 se dotaba con 1 500 000 maravedís y 100 000 maravedís anuales por juro de heredad salvados en las rentas reales. Su padre, Juan de Padilla, se comprometió a que el matrimonio se celebrase antes de finales de octubre de 1464, aunque parece que no tuvo lugar hasta un lustro más tarde. Isabel era hija legitimada del magnate Juan Pacheco, marqués de Villena, duque de Escalona etc. y valido del rey Enrique IV, y Catalina Alfón de Lodeña. Tuvieron por hijos a:
- Antonio de Padilla, que sucedió como adelantado mayor de Castilla y señor de Calatañazor, Santa Gadea, Sotopalacios y Villaveta y casó con Inés Enríquez de Acuña, hija de segunda de Lope Vázquez de Acuña II, conde de Buendía, y su esposa Inés Enríquez.[7]
- Alonso de Padilla (m. 1523), que heredó ciertos juros, censos, molinos y pan de Calatañazor, fue corregidor de Baza, Guadix, Almería y Purchena y casó con Beatriz de Salinas, hija de Juan Alfonso de Salinas y su esposa Catalina Íñiguez de la Mota.[8]
- García de Padilla (m. 1542), presidente de las órdenes de Calatrava y Alcántara, primer refrendario de la cámara de Carlos I, consejero de Estado, de Justicia y de Indias, comendador de Lopera y Malagón en la Orden de Calatrava, clavero y comendador mayor de ella etc.[9]
- Gerónimo de Padilla, comendador de las Casas de Sevilla y Niebla en la Orden de Calatrava, fundador del monasterio de la Piedad de las monjas dominicas en la villa de Torre Jimeno.[10]
- María de Padilla, la hija mayor, que casó con Juan de Acuña, III conde de Buendía.[10]
- Isabel de Padilla, hija segunda, que casó con Juan de Vivero III, vizconde de Altamira.[10]
- Magdalena de Padilla, que casó con Antonio de Bobadilla, señor de las villas de Pinos y Beas, comendador de Villamayor en la Orden de Santiago, veinticuatro de Granada y Jaén, corregidor y justicia mayor de Málaga y Vélez, alcaide de Santa Fe.[10]
- Mencía Manrique de Padilla, que casó con Juan Alfonso de Múxica y Butrón, señor de Aramayona y de las casas de Butrón y Múxica, hijo de Gómez González de Butrón y Múxica y su esposa María Manrique, hermana del tercer conde de Paredes.[11]